# Сетон, Александр, 1-й граф Данфермлин
Александр Сетон, 1-й граф Данфермлин (англ. Alexander Seton, 1st Earl of Dunfermline; 1555 — 16 июня 1622) — шотландский юрист, судья и политик. Он занимал пост лорда-председателя Сессионного суда с 1598 по 1604 год, лорда-канцлера Шотландии с 1604 по 1622 год и был лордом-верховным комиссаром в парламенте Шотландии.

## Ранняя жизнь

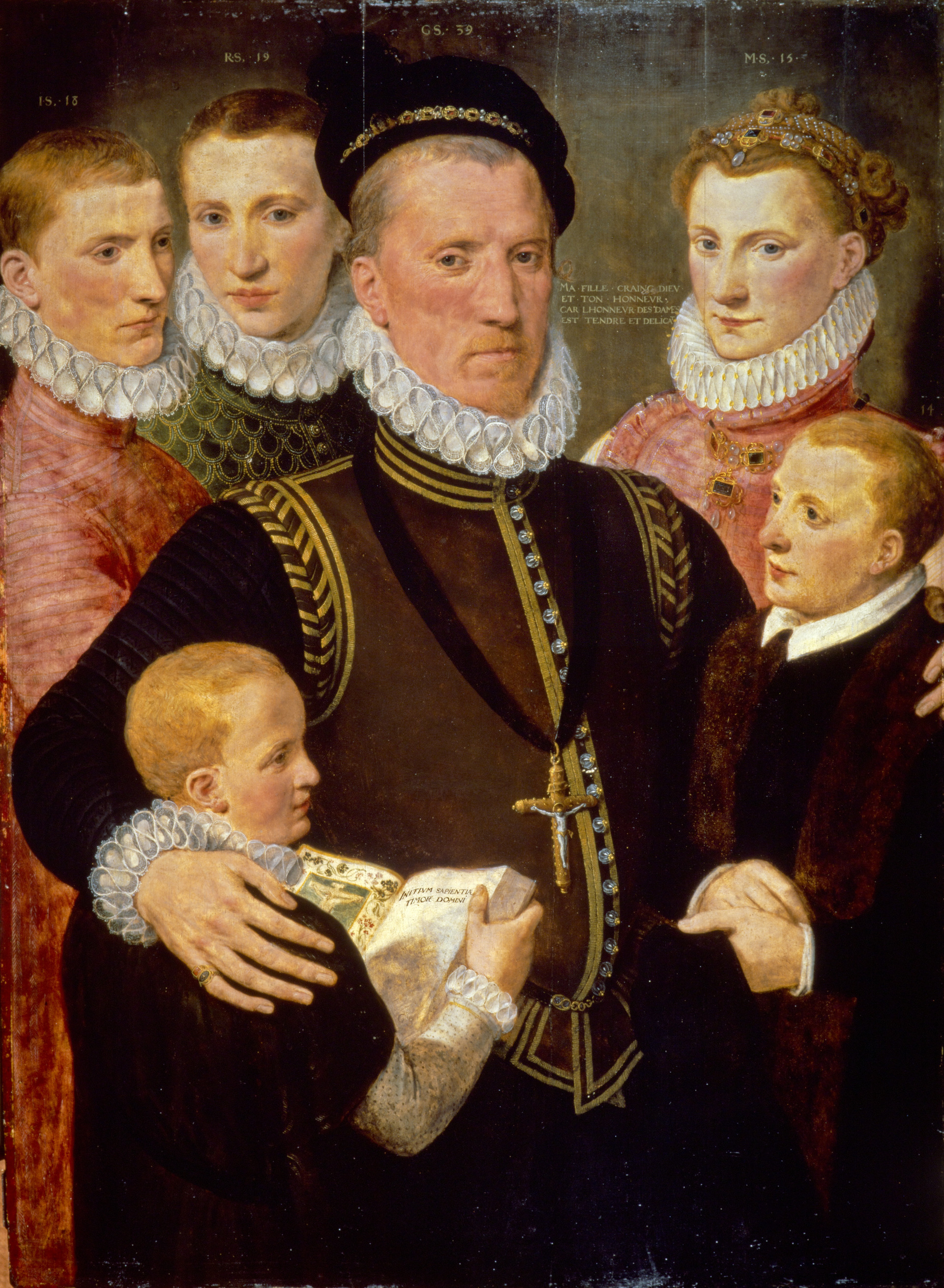
Джордж Сетон, 7-й лорд Сетон, и его дети в 1572 году, сред них — Маргарет, леди Пейсли, Роберт Сетон, 1-й граф Уинтон, сэр Джон Сетон из Барнса и Александр Сетон

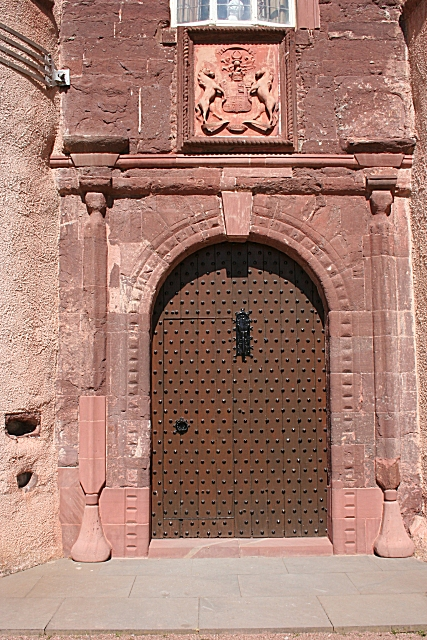
Вход в замок Файви, принадлежавший лордам Сетон

Родился в Сетон-Паласе, Ист-Лотиан. Четвёртый сын Джорджа Сетона, 7-го лорда Сетона (1531—1586), и Изобель Гамильтон (? — 1604). Сетоны остались римско-католической семьёй после Шотландской реформации 1560 года и продолжали поддерживать Марию, королеву Шотландии, после её отречения и изгнания в Англию.
Александр Сетон получил образование в немецко-римском колледже в Риме с июня 1571 года по декабрь 1578 года. Александр был отмечен изучением итальянского языка и науки (философии) в Риме Баптистой да Тренто в 1577 году в письме, описывающем заговоры с целью выдать Елизавету I из Англии за графа Лестера и восстановить Марию в Шотландии. Семейный историк виконт Кингстон слышал, что он хорошо разбирался в математике, геральдике и архитектуре и мог бы стать кардиналом, если бы остался в Риме. Венецианский дипломат Джованни Карло Скарамелли узнал, что папа римский Григорий XIII субсидировал обучение Сетона в Риме и что Сетон получил докторскую степень в Болонском университете.

## Карьера
В 1583 году Александр Сетон присоединился к посольству своего отца во Францию. Его компаньоном был Уильям Шоу, главный распорядитель работ при шотландском дворе. Они отплыли из Лейта на корабле Эндрю Лэмба. По словам иезуита Роберта Парсонса, лорд Сетон в какой-то момент рассматривал возможность отправки молодого Александра обратно в Шотландию в качестве своего представителя.
Александр Сетон стал тайным советником в 1585 году и был назначен лордом сессии лордом Уркартом в 1586 году. Он дослужился до лорда-председателя суда сессии и был назначен лордом Файви 4 марта 1598 года. С июля 1593 года он возглавлял совет, созванный для управления поместьями королевы Анны Датской, и 15 февраля 1596 года она сделала его «приказом и юстициарием королевства Данфермлин по обеим сторонам Форта». В декабре 1596 года Ричард Дуглас писал, что мать Сетона была большой фавориткой Анны Датской и что она «управляет королём своим мужем» в качестве объяснения его продвижения по службе.
Тем временем иезуиты, такие как Уильям Крайтон, видели в Сетоне и лорде Хьюме важных католических придворных и путь к королю и королеве, поскольку они исследовали идею Якова VI как будущего короля Англии. Крайтон познакомил английского католика Николаса Уильямсона со студентом университета Дуэ Дэвидом Лоу. Крайтон предполагал, что Ло познакомит Уильямсона с Сетоном, но они оба были схвачены в марте 1595 года близ Кесвика и заключены в тюрьму в Лондоне.
В конце августа 1596 года, по словам Джеймса Мелвилла, король организовал Съезд поместий в Фолклендском дворце, в который вошли союзники утраченных графов. Александр Сетон произнёс речь, подобную речи Кориолана или Фемистокла, призывая к восстановлению этих графов для укрепления страны. Ссылка на Фемистокла, который говорил афинянам о военно-морской мощи, возможно, относится к изгнанному лорду-верховному адмиралу Шотландии Фрэнсису Стюарту, 5-му графу Ботвеллу.
7 ноября 1598 года он был назначен берджессом, братом по гильдии и проректором Эдинбурга. В марте 1598 года он доставил испанское и бордосское вино, вероятно, для банкета в честь Ульрика, младшего брата Анны Датской в Риддлс-Корте. Другие записи в городских записях включают дюжину факелов, предоставленных изготовителем восковых фигур для крещения принцессы Маргарет в апреле 1599 года, и ещё дюжину для крещения принца Карла.

## Уния корон
Александр Сетон считался одним из лучших юридических умов того времени, и он стал советником Якова VI, опекуном и наставником принца Карла, которого тогда называли герцогом Олбани. После смерти королевы Елизаветы Анна Датская отправилась в замок Стерлинг в надежде забрать своего сына принца Генриха. Во время жарких дискуссий в замке у неё случился выкидыш. Сетон написал королю Якову в Лондон, советуя ему относиться к королеве с осторожностью, написав: «В настоящее время физике и медицине требуется большее место в её родословной, чем лекции по экономике и политике».
После Унии корон, когда шотландская королевская семья переехала в Лондон, Сетон остался в комитете, контролирующем шотландские доходы Анны Датской, в то время как Яков VI отправился в Англию, а младенец Карл остался с Сетоном и его женой Гризель Лесли во дворце Данфермлин.
В 1604 году Александр Сетон был назначен лордом-канцлером Шотландии, а в 1605 году стал 1-м графом Данфермлином. Александр Сетон привез принца Карла, герцога Олбани, в Англию в августе 1604 года. Там была большая свита, и Джон Крейн написал из поместья Уорксоп мэру Лестера с просьбой подготовить жильё с 12 кроватями, кухней и 7 бочками пива. Они поселились в таунхаусе Уильяма Скипвита в Лестере. Затем они отправились в Дингли, дом Томаса Гриффина.
Александр Сетон оставался в Лондоне до января 1605 года, сопровождая визит Ульрика, герцога Голштинского, и совершил экскурсию по оружейным складам Лондонского Тауэра. Пока он был в Уайтхолле, виконт Крэнборн устроил так, чтобы он прочитал первоначальный Гринвичский договор, который привёл к войне Грубого ухаживания в 1543 году, и другие документы, которые он вернул Сесилу 3 ноября.
Александр Сетон вернулся в Шотландию с дополнительным финансированием, чтобы вознаградить его сохранение принца Карла, ставшего герцогом Йоркским, и его расходы на «боль в Союзе», составляющие 200 фунтов стерлингов в год. Он подружился с венецианским послом в Лондоне Зорци Джустинианом, который присылал ему брошюры о венецианской политике.
Он переписывался с канцлером Англиилордом Элсмиром. В его письме от 30 октября 1606 года упоминается чума в Шотландии, которая продолжалась в Эдинбурге в течение четырёх лет, и хотя в то время вспышка не была сильной, она мешала заседанию судов. Чума была сильнее в Эйре и Стирлинге, и за последние два месяца погибло 2000 человек.
После смерти Джорджа Хоума, 1-го графа Данбара (1556—1611), Александр Сетон был назначен хранителем Холирудского дворца, парка и садов, с полномочиями назначать садовников в северном и южном дворах, а также в небольшом саду.
В 1611 году он помог французскому часовщику Николя Фуканоту обосноваться в Эдинбурге. Он служил Генриху IV Французскому и приехал в Лондон, прося помощи у Анны Датской, которая отправила его к Сетону. Сетон помог ему стать горожанином Эдинбурга, устроив его брак с Элизабет Робесун, дочерью Джона Робесуна из Лейта, горожанина Эдинбурга, который был мясником и поставщиком продуктов питания для королевских домов.
В феврале 1616 года он снова был в Лондоне и увидел Анну Датскую в Гринвиче, написав, что разговаривал с ней в старой фамильярной манере, хотя она была больна и держалась в своей спальне. Он чувствовал, что шотландцы были исключены из государственных дел, поскольку «мы ar leitill bettir nor idill cifres heir» — «здесь мы немногим лучше праздных шифров». Сетон лечился у придворного врача Теодора де Майерна.
Позже, в 1616 году, готовясь к королевскому визиту в Шотландию, Тайный совет Шотландии потребовал от него объявить, что осталось от шотландской королевской коллекции гобеленов во дворце Данфермлин. Он заявил, что было 10 частей «старого и изношенного гобелена из истории Энея, истории Трои и истории Человечества».
Его современная гуманистическая и неостоическая позиция была продемонстрирована его энергичной защитой Гейлис Джонстон, обвиненной в колдовстве в 1614 году.

## Материальная культура, художественное и литературное покровительство
Портрет его жены Маргарет Хэй, написанный Маркусом Герардсом Младшим в 1615 году, находится в Общественной художественной галерее Данидина. Часть расписного потолка с его монограммой и геральдикой из Пинки-хауса выставлена в эдинбургском музее Хантли-Хаус: его расписная длинная галерея до сих пор хранится в Пинки-хаусе, ныне школе Лоретто. О доме Пинки семейный историк писал: «Он построил благородный дом, отважные каменные дамбы вокруг сада и садов, с другой похвальной политикой по этому поводу».
Галерея в Пинки представляет собой простое деревянное хранилище, а картина разделена на отсеки, заполненные эмблемами и девизами. Общей темой, возможно, было празднование Союза корон. Картина пришлась не по вкусу последующих поколений, в 1668 году Джон Лаудер из Fountainhall увидел галерею и другие картины, которые сейчас не выжить, и писал, что Сетон «был могучий conceity в красивые девизы и говорю, о чем стенах и крышах roomes заполнены, напичканных благими moralitie, хотя и несколько pedantick».
Археологи обнаружили части его сада в Файви . Сетон также жил в Эдинбурге, и в июле 1597 года Яков VI Стюарт провёл длительную аудиенцию с послом Робертом Боузом в этом саду . Он арендовал жильё у Джона Макморрана, вероятно, в Риддлс-Корте на Лонмаркете.
Его завещание включает в себя гобелены «портреты и работы в лесу», а также позолоченные кожаные драпировки и занавески, почти столь же ценные, как и его библиотека в Файви и Пинки. Включены личные украшения, два «рожка» или бирки с 77 бриллиантами и 2 рубинами; драгоценный камень под названием Орфей с 20 бриллиантами и 25 рубинами; золотой лебедь с 40 бриллиантами; 2 рубина и жемчуг; грифон (герб Сетона) с рубином и сапфиром; золотой крест, изображение Девы Марии и золотая зубочистка.
Сохранился каталог части его библиотеки в Пинки. В 1599 году Роберт Понт, отец картографа Тимоти Понта, посвятил свою книгу «Новый трактат о правильном исчислении лет и веков мира» Александру Сетону. Посвящение обращалось к Сетону как к «редкому меценату этой земли». В 1617 году Джон Нейпир из Мерчистона посвятил свою Rabdologiae seu Numerationis per virgulas libri duo". В книге описывается метод умножения с использованием стержней, называемых «костями Нейпира», а в её латинском посвящении признаётся помощь Сетона как «прославленного шотландского мецената»".
Александр Сетон также заказал могилу своего друга архитектора Уильяма Шоу в Данфермлинском аббатстве.

## Смерть и похороны
После 15 дней болезни Александр Сетон умер в воскресенье 16 июня 1622 года в Пинки. Его племянник, Джон Сетот, 3-й граф Уинтон, провёл 12 бессонных дней у его постели.
19 июня его тело было доставлено на лодке через Форт в его дом в заливе Далгети недалеко от Данфермлина. Он был похоронен в своём склепе в церкви Далгети 9 июля 1622 года. В рукописи подробно описывается тщательно продуманная процессия от дома (давно снесённого) к кирке, в которой участвовали его главный конюх, едущий в полном вооружении, и его главный двор с чёрный флаг, нарисованный черепом и слезами. Джон Споттисвуд, архиепископ Сент-Эндрюс, произнёс проповедь.

## Браки и дети

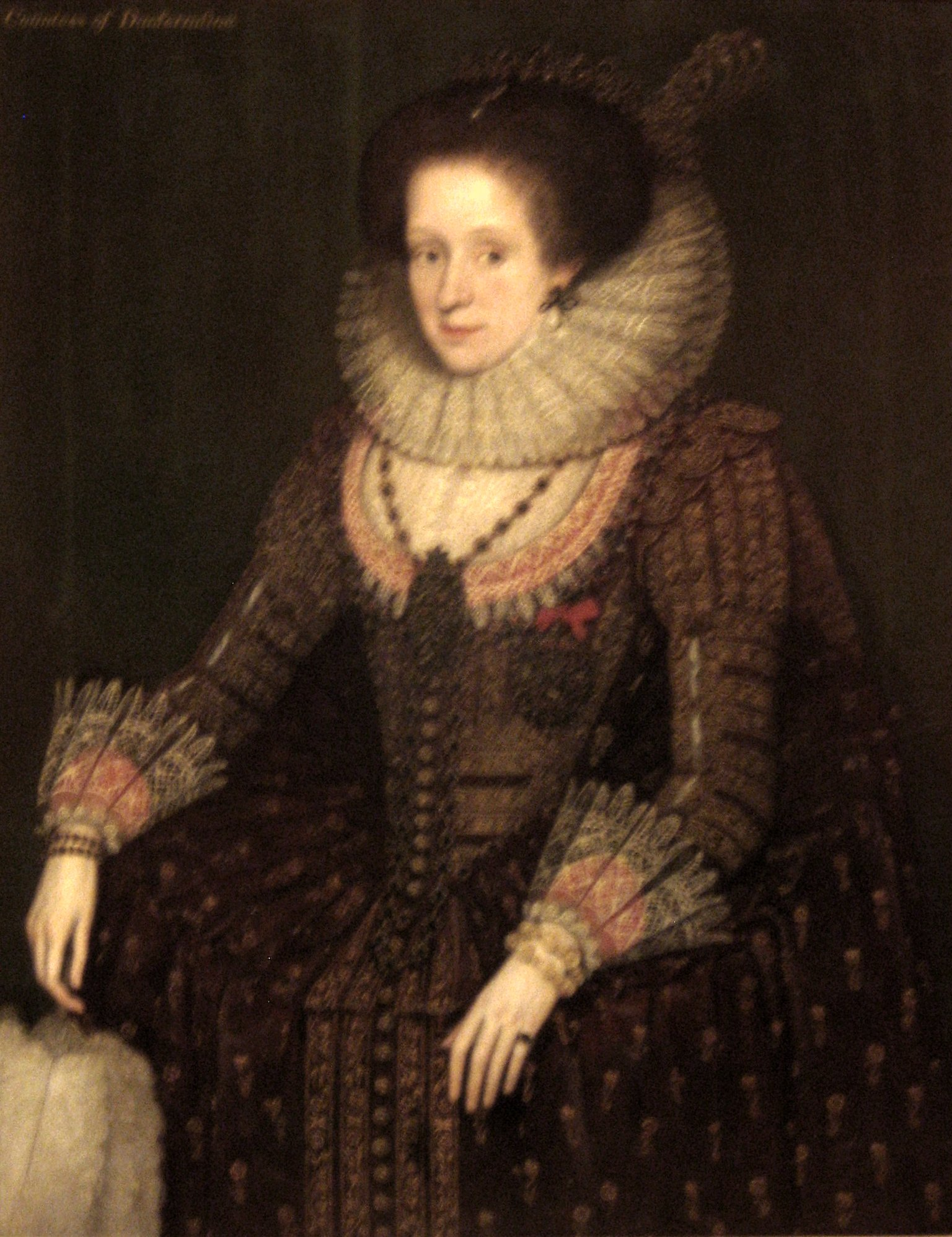
Маргарет Хэй, графиня Данфермлин, художник — Маркус Герардс Младший

Александр Сетон первым браком женился на Лилиас Драммонд (1574 — 8 мая 1601), дочери Патрика Драммонда, 3-го лорда Драммонда (1550—1600), и Элизабет Линдсей (? — 1585). У супругов были следующие дети:
- Энн Сетон (род. около 1593) вышла замуж за Александра Эрскина, виконта Фентоуна (? — 1633). Их старшим сыном был Александр Эрскин, 3-й граф Келли (1615—1677).
- Изобель Сетон (1 августа 1594 — 2 ноября 1638), замужем за Джоном Мейтлендом, 1-м графом Лодердейлом (? — 1645).
- Маргарет Сетон (I), (род. 1596), умерла в младенчестве,
- Маргарет Сетон (II), (род. 1599), в 1614 году вышла замуж за Колина Маккензи, 1-го графа Сифорта (? — 1633).
- София Сетон, с 1612 года замужем за Дэвидом Линдсеем, 1-м лордом Балкарресом (1587—1642).

Александр Сетон женился во второй раз в 1601 году на Гризель Лесли (? — 6 сентября 1606), дочери Джеймса Лесли, мастера Роутса . Их дети:
- Чарльз (I) Сетон, умер молодым.
- Лилиас Сетон, (род. 1602)
- Джин Сетон (род. около 1606) вышла замуж за Джона Хэя, 8-го лорда Йестера[41].

Около 1607 года Александр Сетон женился в третий раз на Маргарет Хэй (ок. 1592 — 30 декабря 1659), дочери Джеймса Хэя, 7-го лорда Хэя из Йестера (1564—1609). У супругов были следующие дети:
- Гризель Сетон (род. 1609)
- Мэри Сетон (род. 1611)
- Чарльз Сетон, 2-й граф Данфермлин (ноябрь 1615 — 11 мая 1672), преемник отца.

Вдова Сетона Маргарет Хэй в 1633 году во второй раз вышла замуж за Джеймса Ливингстона, лорда Алмонда и графа Каллендара (ок. 1590—1674).